# Anden Kongebog
Anden Kongebog og Første Kongebog var ét værk i den hebraiske bibel (hebr. ספר מלכים Sefer Melachim "Kongernes Bog"). Bogen er også en del af Det Gamle Testamente og en kilde til det gammeltestamentlige Israel. Den beskriver en periode, hvor landet er delt og regeres af to kongeslægter. Den ene viderefører Davids slægt. Nordriget, Israel, falder først i babylonernes hænder, og siden falder også sydriget, Juda, og befolkningen føres i landflygtighed i Babylon.
Det 6. kapitel indeholder en beskrivelse af kannibalisme i det belejrede Samaria.